# Festiwal Nauki w Krakowie
Festiwal Nauki i Sztuki w Krakowie – cykliczne wydarzenie popularyzujące naukę, odbywające się od 2000 roku, zawsze w maju w Krakowie. Współorganizatorami Festiwalu są krakowskie uczelnie oraz instytuty Polskiej Akademii Nauk. Wydarzenia festiwalowe realizowane są także  przy współudziale instytucji kultury. Od 2017 roku przez Radę Programową została przyjęta nowa nazwa Festiwal Nauki i Sztuki w Krakowie.

## Festiwal
Centrum wydarzeń festiwalowych zlokalizowane jest na płycie Rynku Głównego w Krakowie. Tam właśnie funkcjonuje „Festiwalowe miasteczko naukowe”, gdzie odwiedzający mają między innymi możliwość uczestniczenia w pokazach eksperymentów, a także samodzielnego ich przeprowadzania, dyskutowania i rozwiązywania problemów naukowych z pracownikami naukowymi i studentami. Na Rynku Głównym zlokalizowana jest również profesjonalna estrada - scena festiwalowa pod Wieżą Ratuszową. Jest ona miejscem prezentowania najciekawszych i spektakularnych osiągnięć  naukowych, a także służy ich promocji w formie scenicznego show dla szerzej publiczności.  Scena jest ponadto centrum różnorodnych wydarzeń artystycznych. 
W okresie trwania Festiwalu współorganizatorzy zapewniają zainteresowanym uczestnictwo w licznych formach aktywności naukowej i akademickiej, takich jak wykłady, prezentacje, pokazy, prelekcje. Otwierane są dla publiczności laboratoria i pracownie, gdzie można zapoznać się z realiami pracy naukowej. Festiwalowi towarzyszą liczne konkursy sportowe i artystyczne. 
Celem Festiwalu jest popularyzacja osiągnięć krakowskich uczelni wyższych i instytutów badawczych PAN. 

## Historia
Idea Festiwalu zrodziła się na Uniwersytecie Jagiellońskim podczas przygotowań do obchodów 600-lecia odnowienia Akademii Krakowskiej. Uniwersytet Jagielloński był głównym organizatorem imprezy w latach 2000-2004. Namioty tworzące zalążek Festiwalowego miasteczka naukowego zlokalizowane były w tzw. kwartale uniwersyteckim, czyli w okolicach Collegium Novum oraz na ulicach: Gołębiej i Jagiellońskiej. Sukces pierwszej edycji Festiwalu zachęcił organizatorów do kontynuowania przedsięwzięcia w następnych latach. Z roku na rok Festiwal przyciągał coraz większe rzesze zainteresowanych oferując bogatszy repertuar wydarzeń w coraz atrakcyjniejszej formie. W latach 2005–2007 pieczę nad Festiwalem sprawowała Akademia Górniczo-Hutnicza im. Stanisława Staszica w Krakowie. Festiwalowe miasteczko namiotowe zostało przeniesione wówczas na Rynek Główny, a wszelkie wykłady, spotkania i panele dyskusyjne organizowane były w obiektach poszczególnych uczelni. Od 2008 roku koordynatorami głównymi Festiwalu byli kolejno: Politechnika Krakowska im. Tadeusza Kościuszki oraz Uniwersytet Rolniczy im. Hugona Kołłątaja w Krakowie. Organizatorem głównym edycji Festiwalu Nauki w Krakowie 2015, 2016 i 2017 jest Uniwersytet Pedagogiczny im. Komisji Edukacji Narodowej.

### Edycje
Od VIII edycji wydarzenia festiwalowe organizowane są wokół głównego hasła: 
- VIII edycja – „Technika – Środowisko – Zdrowie” (14-12 maja 2008)
- IX edycja – „Człowiek – Przestrzeń – Energia” (13-16 maja 2009)
- X edycja – „Technologia – Sztuka – Życie” (12-15 maja 2010)[2]
- XI edycja – „Materia – Człowiek – Kultura” (11-14 maja 2011)[3]
- XII edycja – „Teoria – Poznanie – Doświadczenie” (9-12 maja 2012)[4]
- XIII edycja – „Oblicza wody” (15-18 maja 2013)[5]
- XIV edycja – „Z nauką przez wieki” (21-24 maja 2014)[6][7][8]
- XV edycja – „Oświeć się!” (20-23 maja 2015)[9]
- XVI edycja - „Czas i przestrzeń" (18-21 maja 2016)[10]
- XVII edycja - „W zgodzie z naturą" (25-27 maja 2017)
- XVIII edycja - „Moc rozumu" (17-19 maja 2018)[11]
- XIX edycja - „Przyszłość w nauce. Nauka w przyszłości" (16-18 maja 2019)[12]